# Reserva ecológica Raso da Catarina
El Raso da Catarina es una estación ecológica brasileña, situada entre el río São Francisco y el río Vaza-Barris, en la región más seca del estado de Bahía. Está a 60 km de Paulo Afonso, en lugar de difícil acceso. Ocupa un área de 105.282,00 hectáreas en una zona de transición entre el clima árido y semiárido. El objetivo de esta estación es proteger el ecosistema y permitir el desarrollo de investigaciones científicas de la fauna y de la flora en ella existentes. Es el hogar del guacamayo de Lear, animal en peligro de extinción.

## Características
El nombre Catarina es un homenaje a una antigua habitante y líder local.
El nombre raso deriva del relieve en forma de tablero, que está recortado por barrancos y cañones. La periferia de la meseta, sobre todo en las porciones sur y oeste, sufrió una intensa erosión, facilitada por la naturaleza de los sedimentos arenosos.
La vegetación es la caatinga arbustiva, con abundancia de mandacarus, y crotalarias y diversos tipos de bromeliáceas.
La fauna es diversa, presentando desde mamíferos como la corzuela colorada, el puma, y aves como el guacamayo de Lear, considerada la especie más en peligro de extinción del mundo, y la tórtola torcaza.

## Amenazas
Las haciendas de ganado en el entorno de la reserva amenazan los animales silvestres de la región, al invadir las tierras para pastar. Diseminan enfermedades y compiten con la fauna nativa.

## Visitación
La visitación del local solo está permitida mediante autorización previa para finalidades educativas o científicas.